# Гомзикова
Гомзикова — деревня в Талицком городском округе Свердловской области, Россия.

## Географическое положение
Деревня Гомзикова муниципального образования «Талицкого городского округа» Свердловской области находится на расстоянии 48 километров (по автотрассе в 52 километрах) к югу от города Талица, на правом берегу реки Беляковка (правый приток реки Пышма). В окрестностях деревни, в 3 километрах к юго-востоку расположен ботанический природный памятник — урочище Солонцы.

## История деревни
Топоним «гомзик» означает шалун.

## Население
| 2002 | 2010 | 2021 |
| ---- | ---- | ---- |
| 57   | ↘44  | ↘30  |